# Агатон
Агатон је мушко име, које потиче од грчке речи (грч. agathos) и има значење „добар“, „љубазан“.
У Шведској је 2001. ово име било на 308. месту по популарности. Према неким изворима, име је потекло из ове земље и то као женско и означава „чисту (невину)“ особу.